# Mechanitis connectens
Mechanitis connectens är en fjärilsart som beskrevs av Collenette och Talbot 1929. Mechanitis connectens ingår i släktet Mechanitis och familjen praktfjärilar. Inga underarter finns listade i Catalogue of Life.